# WPBSA Pro Ticket Series
Die WPBSA Pro Ticket Series war ein zwischen 1985 und 1989 ausgetragenes Qualifikationsturnier für die Snooker Main Tour. Sie bestand jährlich aus zwei bis vier Turnieren, wobei die jeweiligen Sieger ein Platz auf der zwei Jahre später anfangenden Main-Tour-Saison erhielten.

## Geschichte
Erstmals wurde die WPBSA Pro Ticket Series im Jahr 1985 ausgetragen. Das erste Turnier mit 127 Teilnehmern wurde im Mai ausgetragen, Sieger wurde David Roe, der das Finale mit 5:4 gegen Jon Wright gewann. Im zweiten Event siegte Wright mit 5:1 gegen Roe. Noch im selben Jahr startete die nächste Serie von Ausgaben, diesmal mit vier Turnieren. Die Teilnehmeranzahlen schwankten zwischen 32 und 36 Spielern. Das erste Turnier gewann in einem rein englischen Finale Anthony Harris mit 5:1 gegen Tony Putnam, während des gesamten Jahrgangs stand nur ein Nicht-Engländer im Finale. Dieser war der Sieger des zweiten Turnieres, Terry Parsons, der im Finale Robert Marshall mit 5:2 besiegen konnte. Auch das Finale des dritten Turnieres endete mit 5:2, diesmal siegte Martin Clark über Paul Cavney. Noch deutlicher endete das vierte Turnier, dort besiegte Gary Wilkinson im Finale Jim Chambers mit 5:1.
Zur Saison 1988/89 wurden ebenfalls vier Turniere ausgetragen, diesmal mit 32–64 Teilnehmern. Unter den 35 Teilnehmern des ersten Turnieres setzte sich Tony Wilson im Finale mit 5:4 gegen Craig Edwards durch. Das zweite Event gewann der Engländer Nick Terry, der im Finale Darren Morgan mit 5:3 besiegte. Das dritte Event des Jahres wurde von Steve Ventham gewonnen, der in einem rein englischen Finale Steve Campbell besiegen konnte. Turnier Nr. 4 gewann ebenfalls Nick Terry mit einem 5:4-Sieg über Mark Johnston-Allen.
Im folgenden Jahr wurde die Teilnehmeranzahl wieder auf 32 gesenkt und drei Turniere ausgetragen. Im ersten Turnier gewann der Ire Stephen Murphy mit 5:3 gegen den Thailänder James Wattana. Es sollte das erste von zwei Finalspielen ohne englische Beteiligung bleiben, das zweite folgte direkt im nächsten Event, als Wattana den Schotten Duncan Campbell mit 5:1 besiegte. Das dritte Event gewann in einem rein englischen Finale Jason Ferguson mit 5:2 gegen Jonathan Birch.
Im Jahr 1989 wurden wieder drei Turniere ausgetragen, zwei davon mit 32 Teilnehmern, das letzte mit 64 Teilnehmern. Im ersten Turnier siegte Jeff Cundy mit 5:3 über den Nordiren Jason Prince, im zweiten gewann mit demselben Ergebnis Ken Doherty gegen Alan Trigg. Im dritten Event konnte Jonathan Birch, der schon ein Jahr zuvor im Finale gestanden hatte, den Sieg im Decider über Drew Henry erringen.
Es sollte die letzte Austragung des Turnieres bleiben. Da zu Beginn der Saison 1991/92 die Main Tour für alle Spieler geöffnet wurde, wurden die Qualifikationsturniere überflüssig, sodass das Turnier abgeschafft wurde.

## Sieger
| Saison  | Datum                | Ort                              | Teilnehmer | Turnier | Sieger         | Ergebnis | Finalist            |
| ------- | -------------------- | -------------------------------- | ---------- | ------- | -------------- | -------- | ------------------- |
| 1986/87 | Juni 1985            | Pontins, Brean Sands             | 127        | Event 1 | David Roe      | 5:4      | Jon Wright          |
| 1986/87 | Juni 1985            | Butlin’s, Pwllheli               | 128        | Event 2 | Jon Wright     | 5:1      | David Roe           |
| 1987/88 | Mai 1985             | Pontins, Prestatyn               | mind. 33   | Event 1 | Anthony Harris | 5:1      | Tony Putnam         |
| 1987/88 | November 1985        | Butlin’s, Barry Island           | 32         | Event 2 | Terry Parsons  | 5:2      | Robert Marshall     |
| 1987/88 | Mai 1986             | Butlin’s, Barry Island           | mind. 36   | Event 3 | Martin Clark   | 5:2      | Paul Cavney         |
| 1987/88 | Mai/Juni 1986        | Pontins, Brean Sands             | 32         | Event 4 | Gary Wilkinson | 5:1      | Jim Chambers        |
| 1988/89 | Oktober 1986         | Pontins, Prestatyn               | mind. 35   | Event 1 | Tony Wilson    | 5:4      | Craig Edwards       |
| 1988/89 | Mai 1987             | Warners, Puckpool, Isle of Wight | 32         | Event 2 | Nick Terry     | 5:3      | Darren Morgan       |
| 1988/89 | Mai/Juni 1987        | Pontins, Brean Sands             | 32         | Event 3 | Steve Ventham  | 5:4      | Steve Campbell      |
| 1988/89 | September 1987       | Pontins, Prestatyn               | 64         | Event 4 | Nick Terry     | 5:4      | Mark Johnston-Allen |
| 1989/90 | 14. – 21. Mai 1988   | Warners, Puckpool, Isle of Wight | 32         | Event 1 | Stephen Murphy | 5:3      | James Wattana       |
| 1989/90 | 4. – 11. Juni 1988   | Pontins, Brean Sands             | 32         | Event 2 | James Wattana  | 5:1      | Duncan Campbell     |
| 1989/90 | 1. – 8. Oktober 1988 | Pontins, Prestatyn               | 32         | Event 3 | Jason Ferguson | 5:2      | Jonathan Birch      |
| 1990/91 | Mai 1989             | Warners, Puckpool, Isle of Wight | 32         | Event 1 | Jeff Cundy     | 5:3      | Jason Prince        |
| 1990/91 | Juni 1989            | Pontins, Camber Sands            | 32         | Event 2 | Ken Doherty    | 5:3      | Alan Trigg          |
| 1990/91 | Oktober 1989         | Pontins, Brean Sands             | 64         | Event 3 | Jonathan Birch | 5:4      | Drew Henry          |